# Diethylcarbamazine
Diethylcarbamazine (DEC) là một loại thuốc được sử dụng trong điều trị nhiễm giun chỉ bao gồm nhiễm giun chỉ bạch huyết, bạch cầu ưa eosin phổi, và bệnh loét. chúng cũng có thể được sử dụng để phòng ngừa bệnh loét ở những người có nguy cơ cao mắc bệnh. Thuốc này cũng có thể được sử dụng để điều trị cho bệnh onchocerciasis (bệnh mù sông), dù vậy nhưng invermectin được ưa chuộng hơn. Thuốc được dùng qua đường uống.
Các tác dụng phụ thường gặp có thể kể đến như ngứa, sưng mặt, đau đầu và cảm thấy mệt mỏi. Các tác dụng phụ khác có thể có như mất thị lực và chóng mặt. Đây là một phương pháp điều trị được khuyến cáo trong thai kỳ và có vẻ an toàn cho em bé..  Tuy vậy, Tổ chức Y tế Thế giới khuyến cáo nên đợi cho đến sau khi mang thai để điều trị khi khả thi. Dược phẩm này được làm từ piperazine.
Diethylcarbamazine được phát hiện vào năm 1947. Nó nằm trong danh sách các thuốc thiết yếu của Tổ chức Y tế Thế giới, tức là nhóm các loại thuốc hiệu quả và an toàn nhất cần thiết trong một hệ thống y tế. Chi phí bán buôn ở các nước đang phát triển ít hơn 0,01 USD / liều. Chúng không có sẵn để mua tại Hoa Kỳ nhưng có thể được lấy từ Trung tâm Kiểm soát Bệnh tật.